# Каджазнуни, Ованес Матевосович
Оване́с Матево́сович Каджазнуни́, другая фамилия Тер-Ованеся́н (1868—1938) — армянский политик, деятель армянского национального движения начала XX века, член партии «Дашнакцутюн», первый премьер-министр Республики Армения (1918—1919). Архитектор.

## Биография
Ованес Тер-Ованесян родился 1 февраля 1867 года в семье священника.
Окончил тифлисское реальное училище.
В 1893 году окончил Петербургский институт гражданских инженеров, получив специальность архитектора. Вернувшись в Закавказье, работал архитектором в Баку, Батуме, Тифлисе.
Разработал проект армянской церкви (была разрушена в начале 1930-х годах) в Баку на выделенные Будаговым[кем?] средства.
В 1905—1906 годах во время армяно-татарского (азербайджанского) конфликта участвовал в работе комиссии, созданной для прекращения кровопролития. В 1906 году ездил в Ниццу, чтобы найти там промышленника Александра Манташева и потребовать у него деньги для партии «Дашнакцутюн».
В 1909 году Каджазнуни был арестован из-за политической деятельности и только после внесения денежного залога (10 000 рублей) был освобождён от тюрьмы. В 1911—1914 годах находился в эмиграции в Турции (Константинополь, Османская империя), спасаясь от судебного преследования в России. В Ване Каджазнуни, интересовавшийся со студенческой скамьи литературой, читал лекции о Шекспире.
В 1914 году Каджазнуни тайно вернулся в Россию. В ноябре 1917 года был избран в Учредительное Собрание по Закавказскому избирательному округу по списку № 4 (партия «Дашнакцутюн»). В том же году был избран членом Армянского национального совета.
После провозглашения 28 мая 1918 года Республики Армения Каджазнуни был назначен премьер-министром республики, образовал её первое правительство. В том же году он вошёл в Закавказский сейм, представлял Армению на переговорах с Турцией в Трапезунде и Батуме; 4 июня 1918 года вместе с А. Хатисовым подписал от имени Республики Армения Батумский договор.
В 1919 году правительство Каджазнуни подало в отставку.

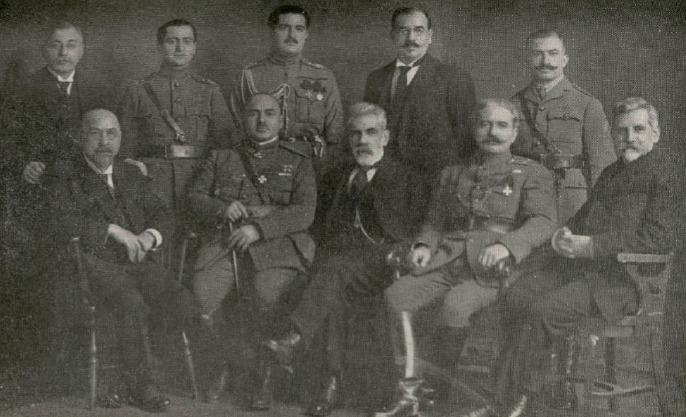
Армянская делегация в США. 1919. Каджазнуни сидит, в центре

В 1919—1920 был направлен парламентом Армении в Европу и США для организации международной поддержки Армении.
В сентябре 1920 года Каджазнуни был назначен заместителем председателя парламента Армении. После вторжения советских войск, в 1921 году, Каджазнуни был арестован и провёл в тюрьме около полутора месяцев, освобождён дашнаками. В 1921 году эмигрировал в Персию, с 1924 года находился в эмиграции в Румынии (Бухарест).
В 1923 году Каджазнуни заявил о выходе из партии «Дашнакцутюн», обратился к правительству Армянской ССР с просьбой разрешить ему вернуться в страну. В апреле 1923 года в Бухаресте для совещательной конференции заграничных органов представил книгу-доклад «Дашнакцутюн больше нечего делать», где дал нелицеприятный анализ действиям партии, за что долгое время подвергался критике.
С 1925 по 1937 год жил в Ереване, занимался преподавательской и научной деятельностью, получил звание профессора. Работал в Госплане Армянской ССР, преподавал в ереванских вузах. В 1931 уволился.
В 1937 году был арестован. Ованес Каджазнуни умер в тюрьме в 1938 году. В 1990 году в полностью оправдан и реабилитирован.